# Stixis itzingeri
Stixis itzingeri är en skalbaggsart som beskrevs av Stefan von Breuning 1936. Stixis itzingeri ingår i släktet Stixis och familjen långhorningar. Inga underarter finns listade i Catalogue of Life.